# Ліза Робертс Гіллан
Ліза Робертс Гіллан (англ. Lisa Roberts Gillan; нар. 1965, Декейтер, Джорджія, США) — американська акторка та продюсерка. Рідна сестра голлівудських зірок Еріка Робертса та Джулії Робертс, тітка акторки Емми Робертс.

## Життєпис
Народилася у Декейтер, Джорджія, США. Батько, Волтер Грейді Робертс (1933—1977), був продавцем водяних матраців, актором і письменником. Мати, Бетті Лу Бредемас, працювала секретаркою у церковному приході і також була акторкою, народилася в Міннеаполісі у 1934 році. Батько володів маленькою акторською школою для дітей у Декейтер, Джорджія, яку відвідували діти Мартіна Лютера Кінга.
У 1971 році її мати подала на розлучення та у 1972 році пошлюбила театрального критика Майкла Моутса. Після розлучення мати з дітьми переїхали у Смирна, штат Джорджія. У новому шлюбі мати народила дочку Ненсі Моутс, яка померла 9 лютого 2014 року в Лос-Анджелесі в результаті передозування наркотиків у віці 37 років. Шлюб розпався у 1983 році. Пізніше мати називала цей шлюб «великою помилкою»: вітчим застосовував фізичне насильство до дітей.
Батько Лізи також повторно одружився з Ейлін Селларс у 1974 році. Мачуха змогла побудувати гарні відносини з дітьми від першого шлюбу, однак раптово померла у вересні 1977 роки від нещасного випадку. Батько пережив її на кілька місяців, помер у грудні того ж року від раку шлунку.
Ліза перебуває у шлюбі з актором Тоні Гілланом.

## Фільмографія

### Акторка
| Рік  |   | Українська назва                    | Оригінальна назва                | Роль                                                 |
| ---- | - | ----------------------------------- | -------------------------------- | ---------------------------------------------------- |
| 1994 | ф | Я люблю неприємності                | I Love Trouble                   | подруга Кіма                                         |
| 1995 | ф | Нічого втрачати                     | Nothing to Lose                  | Лінда                                                |
| 1995 | ф | Є про що поговорити                 | Something to Talk About          | Кітті                                                |
| 1995 | ф | Подорож Августа Кінга               | The Journey of August King       | Меґ                                                  |
| 1996 | с | Друзі                               | Friends                          | Кеті (Епізод: «The One After the Superbowl: Part 2») |
| 1999 | с | Закон і порядок                     | Law & Order                      | Мадлен Бішоп (Епізод: «Tabula Rasa»)                 |
| 1999 | ф | Наречена-втікачка                   | Runaway Bride                    | Елейн                                                |
| 2001 | с | Центральна вулиця, 100              | 100 Centre Street                | місіс Гейлі (Епізод: «No Good Deed Goes Unpunished») |
| 2001 | с | Закон і порядок: Спеціальний корпус | Law & Order: Special Victims Uni | місіс Сіммонс (Епізод: «Countdown»)                  |
| 2002 | ф | Великий чемпіон                     | Grand Champion                   | Міс Робінсон                                         |
| 2002 | ф | Покоївка з Мангеттену               | Maid in Manhattan                | Кора                                                 |
| 2004 | ф | Усмішка Мони Лізи                   | Mona Lisa Smile                  | Міс Альбіні                                          |
| 2004 | ф | Модна матуся                        | Raising Helen                    | репортер                                             |
| 2009 | ф | Подвійна гра                        | Duplicity                        | асистентка                                           |
| 2010 | ф | День Святого Валентина              | Valentine`s Day                  | медсестра                                            |
| 2010 | ф | Їсти молитися кохати                | Eat Pray Love                    | акторка у виставі                                    |
| 2012 | ф | Білосніжка: Помста гномів           | Mirror Mirror                    | Дзеркало Королеви                                    |
| 2016 | ф | Нестерпні леді                      | Mother's Day                     | Бетті                                                |

### Продюсерка
- 2012 Нестерпний Генрі
- 2011 Boys and Other Distractions
- 2011 Екстраординарні мами
- 2008 Кіт Кіттредж: Загадка «Американської дівчинки»
- 2006 Моллі: Аамериканська дівчинка на домашньому фронті
- 2005 Фелісіті: Пригоди американської дівчинки
- 2004 Саманта: Канікули американської дівчинки
- 1995 Милий Джерсі